# Градовский, Григорий Константинович
 Григо́рий Константи́нович Градо́вский  (1842—1915) — русский журналист, издатель, публицист и общественный деятель.

## Биография
Происходил из дворянского рода Градовских. Родился 31 октября 1842 года в Херсонской губернии в семье поручика. В 1852 году был принят во 2-й класс Первой Харьковской гимназии, и после её окончания в 1859 году, поступил на юридический факультет Харьковского университета. В 1861 году он перешёл в Киевский университет Св. Владимира, в котором он и окончил курс со степенью кандидата прав. 
Службу начал чиновником особых поручений при Киевском генерал-губернаторе А. П. Безаке, затем он состоял юрисконсультом в Министерстве Юстиции.
Но вскоре он оставил эту службу из-за перемены в направлении его публицистической деятельности. Писал сначала в «Киевском Телеграфе», «Киевлянине», «Московских Ведомостях», «Русском мире», одно время он был даже редактором «Гражданина»
В 1870 году писал воскресные фельетоны в газете «Голос» под псевдонимом Галина. Но уже в 1873 году принял деятельное участие в газетах противоположного лагеря. Деятельное участие принимал в «Молве» и «Порядке». В последние годы Григорий Константинович состоял одним из главных сотрудников «Новостей».
Попытка издавать собственную еженедельную газету «Русское обозрение» окончилась очень печально. В течение двух лет с 1876 по 1878 гг. газета получила 11 предостережении, трижды была приостановлена и наконец по особому Высочайшему повелению закрыта.

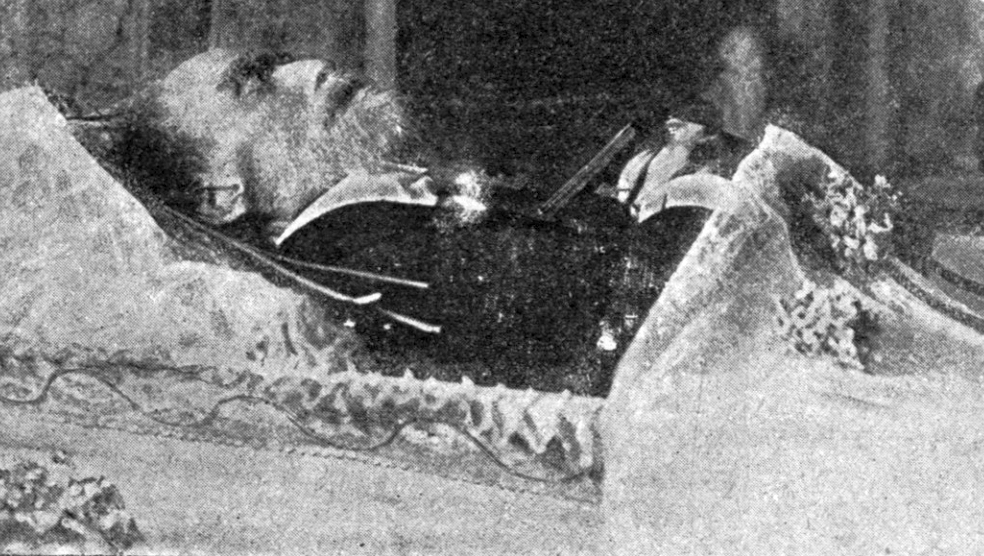
Г. К. Градовский на смертном одре

Отдельными изданиями Григорий Константинович напечатал свои корреспонденции с театра войны в Малой Азии и брошюру о М. Д. Скобелеве. Книга эта явилась протестом против культа Скобелева и особенно против шовинистических течений, связанных с его именем. «Сомневаясь в гениальности Скобелева и не возводя его в сказочные богатыри», Градовский признает, что в личности «белого генерала» сосредоточивалось много способностей и несомненно похвальных черт, но «они не в одинаковой степени были развиты и не всегда проявлялись в желательной гармонии и должном направлении». Книга эта была переведена на немецкий язык.
Ещё резче Градовский выступил с протестом против культа М. Г. Черняева в статье «Архистратиг славянской рати», напечатанной в журнале «Вестник знания» в 1908 г. По мнению Градовского, «и в военной службе и в общей политической деятельности Черняев брался не за своё дело, переоценивал свои способности и почти обнаруживал свою бездарность, свои заблуждения рядом с постоянной готовностью ко всяким приключениям».
В 1884 году он напечатал в «Восходе» статью «К еврейскому вопросу», в которой выступил горячим защитником евреев против репрессивной политики русского правительства и нападок юдофобской прессы. В 1906 году статья появилась отдельным изданием (в Варшаве), а в 1908 году вошла в книгу «Итоги» (1862—1907 гг.), изданную по поводу 45-летнего юбилея автора.
В 1895 г. — участвовал вместе с Н. К. Михайловским, К. К. Арсеньевым, А. Н. Бекетовым, В. А. Бильбасовым, С. А. Венгеровым и др. в подаче прошения о пересмотре закона о печати и составил к нему объяснительную записку. Самое деятельное участие Градовский принимал в организации кассы взаимопомощи русских литераторов и учёных, и своим возникновением она почти всецело обязана его энергии. Долгое время Градовский состоял её председателем.
В 1896 году он обращался письмом к К. П. Победоносцеву, убеждая его ходатайствовать перед государем о даровании России свободы печати.

## Семья
- Брат Николай Константинович — херсонский помещик, владелец имения Макариха[2].
- Дочь Екатерина Григорьевна (1869—1934) — жена политика В. В. Шульгина. Была публицистом, писала для «Киевлянина», принимала активное участие в издании газеты, была её управляющим[2].
- Сын Виталий Григорьевич (1876 —  начало 1930-х гг.) — податной инспектор[2]
- Сын Сергей Григорьевич (даты жизни неизвестны) — податной инспектор[2].
- Дочь Софья Григорьевна — работала корректором и секретарём «Киевлянина»[3].

## Труды
- Война в Малой Азии в 1877 году : Очерки очевидца / [Соч.] Г. К. Градовского Санкт-Петербург : тип. и хромолит. А. Траншеля, 1878
- М. Д. Скобелев : Этюд по характеристике нашего времени и его героев / [Соч.] Г. К. Градовского Санкт-Петербург : тип. И. С. Леви, 1884
- В защиту русских, или Русский вопрос в еврейском вопросе / Г. К. Градовский Санкт-Петербург [и др.] : Правда, 1906 (Варшава)
- Две драмы: 1) Старый либерал, в 4 д. 2) Во имя любви, в 4 д. / Г. К. Градовский Киев : лито-тип. т-ва И. Н. Кушнерев и К°, 1907
- Итоги. (1862—1907) : К истории печати. Воспоминания (бытовые, литературные, военные). Избранные фельетоны : Историко-политические очерки и статьи / Г. К. Градовский Киев : тип. т-ва И. Н. Кушнерев и К°, 1908
- По поводу кончины С. А. Муромцева : Речь, произнес. основателем кассы взаимопомощи литераторов и ученых Г. К. Градовским, в общ. собр. её 10 окт. 1910 г. / [Григорий Градовский] Новгород : тип. Н. И. Богдановского, [1910]
- Война в Малой Азии в 1877 году : очерки очевидца / Г. К. Градовский. — Москва : Гос. публичная историческая библиотека России, 2008